# Gare de Kashiwazaki
La gare de Kashiwazaki (柏崎駅, Kashiwazaki-eki) est une gare ferroviaire de la ville de Kashiwazaki, dans la préfecture de Niigata au Japon. Elle est exploitée par la compagnie JR East.

## Situation ferroviaire
La gare est située au point kilométrique (PK) 36,3 de la ligne principale Shin'etsu (depuis Naoetsu). Elle marque le début de la ligne Echigo.

## Histoire
La gare a été inaugurée le 1er août 1897.

## Service des voyageurs

### Accueil
La gare dispose d'un bâtiment voyageurs, avec guichets, ouvert tous les jours.

### Desserte
- Ligne Echigo :
  - voie 0 : direction Yoshida et Niigata
- Ligne principale Shin'etsu :
  - voie 2 : direction Nagaoka et Niigata
  - voie 3 : direction Naoetsu